# Observatorij Ladd
Observatorij Ladd (angleško Ladd Observatory) je astronomski observatorij Univerze Brown v Providenceu, Rhode Island, ZDA. Odprli so ga leta 1891 in se imenuje po Herbertu Warrnu Laddu, ki je financiral izgradnjo.

## Zgodovina

### Gradnja
Observatorij je načrtovalo podjetje Stone, Carpenter & Willson iz Providencea. Zgradbo so dali na nacionalni register zgodovinskih krajev ZDA leta 2000.

### Inštrumenti
Glavni inštrument je 304,8 mm (12") refraktor, katerega leče je izdelal John Brashear po konstrukciji Charlesa Sheldona Hastingsa. Ekvatorialno montažo in pogon mehanske ure je izdelal George N. Saegmuller.